# 766 Моґунтія
766 Моґунтія (766 Moguntia) — астероїд головного поясу, відкритий 29 вересня 1913 року.
Тіссеранів параметр щодо Юпітера — 3,216.
Назва бере початок від латинської назви (лат. Moguntiacum) німецького міста Майнца